# Półwysep Tasmana
Półwysep Tasmana (ang.Tasman Peninsula) – półwysep położony w południowo-wschodniej części wyspy Tasmanii (Australia), około 75 km na południowy wschód od Hobart; o powierzchni 660 km².
Półwysep Tasmana połączony jest przez przesmyk Eaglehawk Neck z Półwyspem Forestier. Pierwsza europejską kolonią założoną w 1830 roku, na terenie półwyspu było Port Arthur. Liczba mieszkańców wynosi 2317 (dane szacunkowe z czerwca 2006), która w okresie letnim wzrasta do około 8 tys.
Obszar półwyspu jest kluczowym miejscem w walce o ocalenie diabła tasmańskiego przed wyginięciem z powodu nowotworu DFTD. Na całej wyspie nowotwór DFTD spowodował wyginięcie ponad polowy populacji tych zwierząt, Półwysep Tasmana ze względu na swoją izolację jest idealnym miejscem do życia dzikiej i zdrowej populacji. W celu ochrony diabłów został założony Tasmanian Devil Conservation Park. Większa część wschodniego wybrzeża położona jest na terenie Parku Narodowego Tasmana.